# 미국 육군의 군사경찰부대 목록
다음은 미국 육군 군사경찰대의 부대 목록이다.

## 사령부

미국 육군 군사경찰대의 사령부
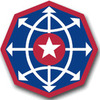
범죄수사사령부 현역
육군교정사령부 헌역
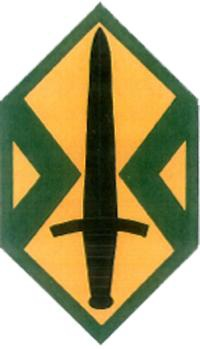
파나마 군사경찰사령부 현역
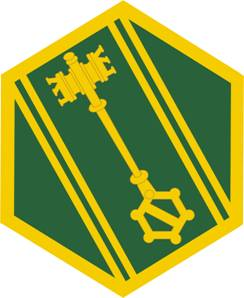
제46군사경찰사령부 미시건 육군 국가위병
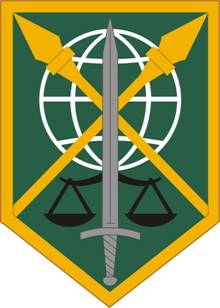
제200군사경찰사령부 예비군
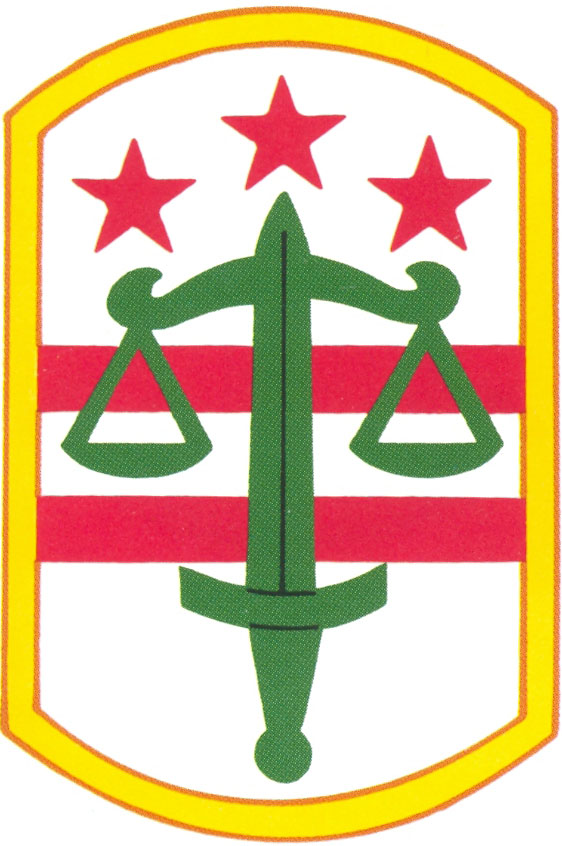
제260군사경찰사령부 컬럼비아 지구 국가위병

## 여단

미국 육군 군사경찰대의 여단
제8군사경찰여단 현역
제11군사경찰여단 예비군
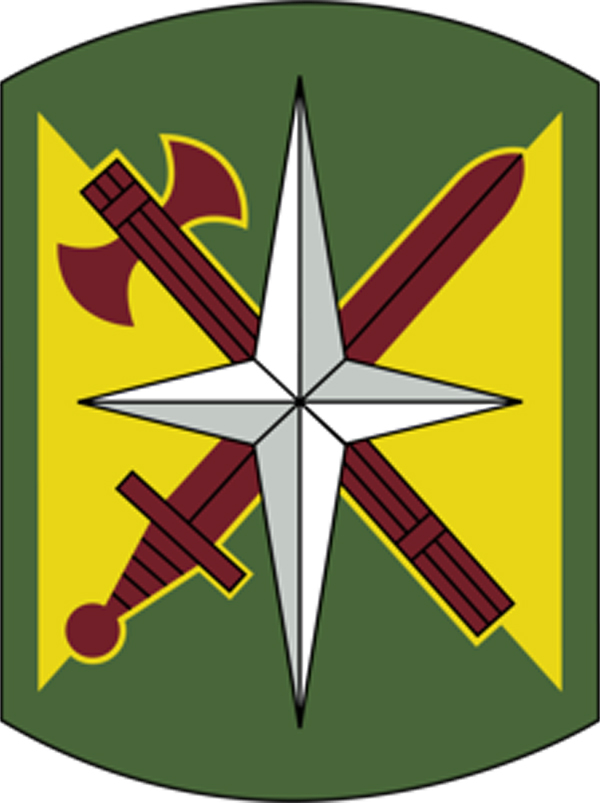
제14군사경찰여단 현역
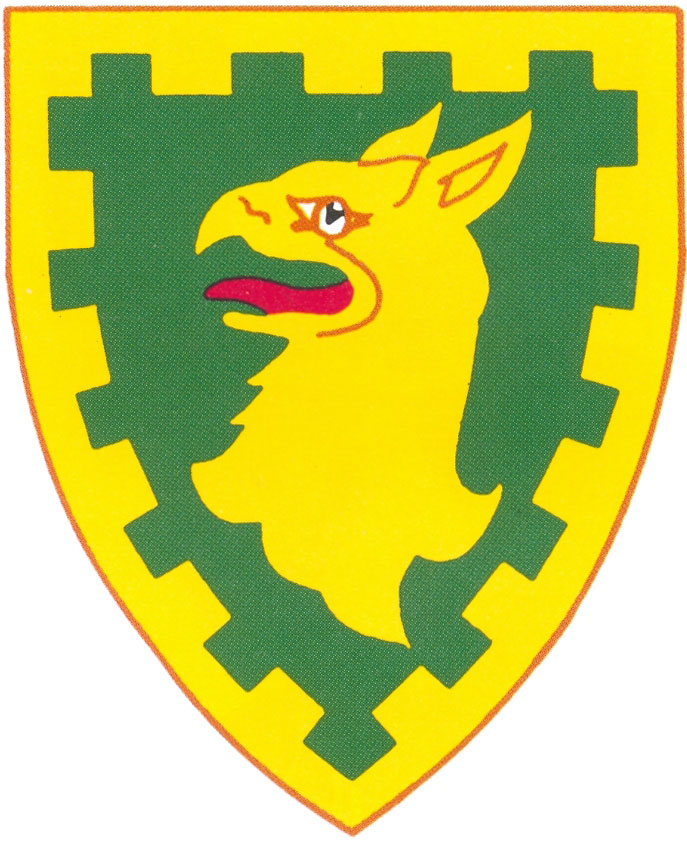
제15군사경찰여단 현역
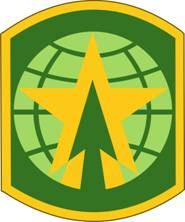
제16군사경찰여단 현역
제18군사경찰여단 현역
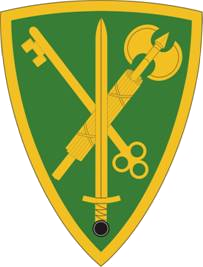
제42군사경찰여단 현역
제43군사경찰여단 국가위병
제49군사경찰여단 국가위병
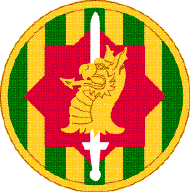
제89군사경찰여단 현역
제177군사경찰여단 국가위병
제220군사경찰여단 예비군
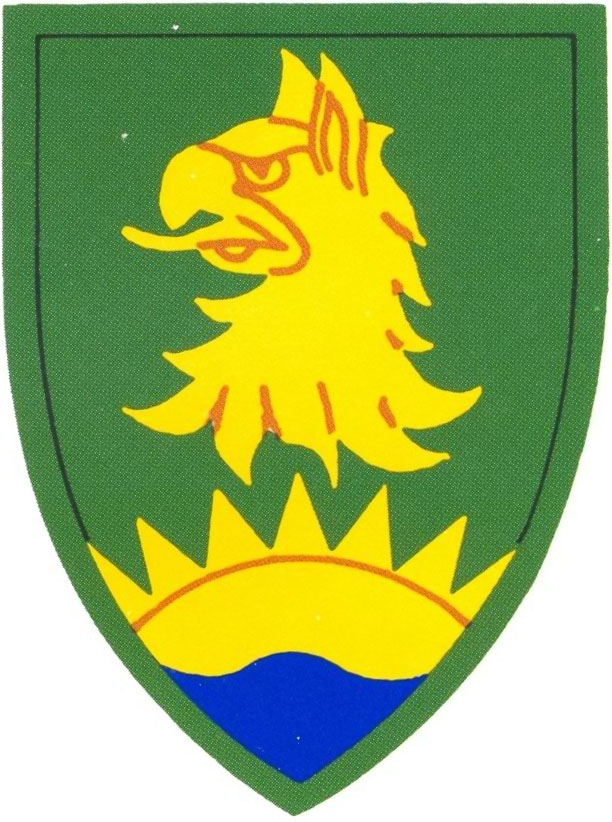
제221군사경찰여단 예비군
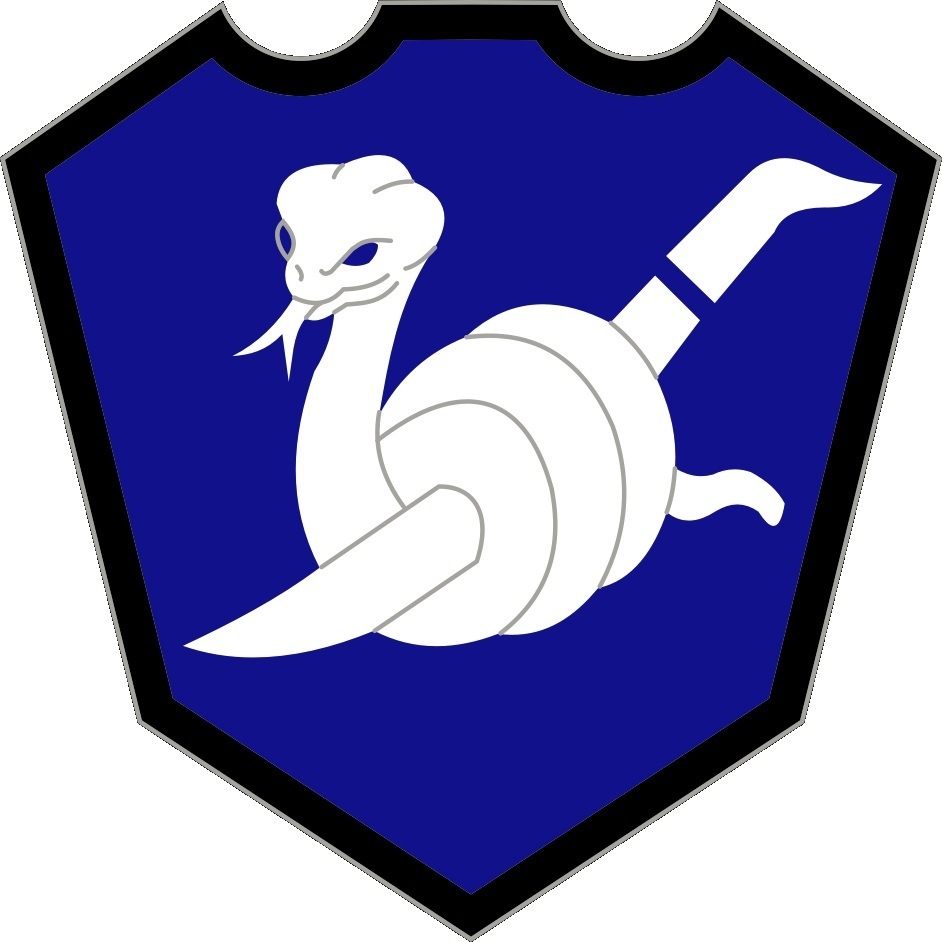
제258군사경찰여단
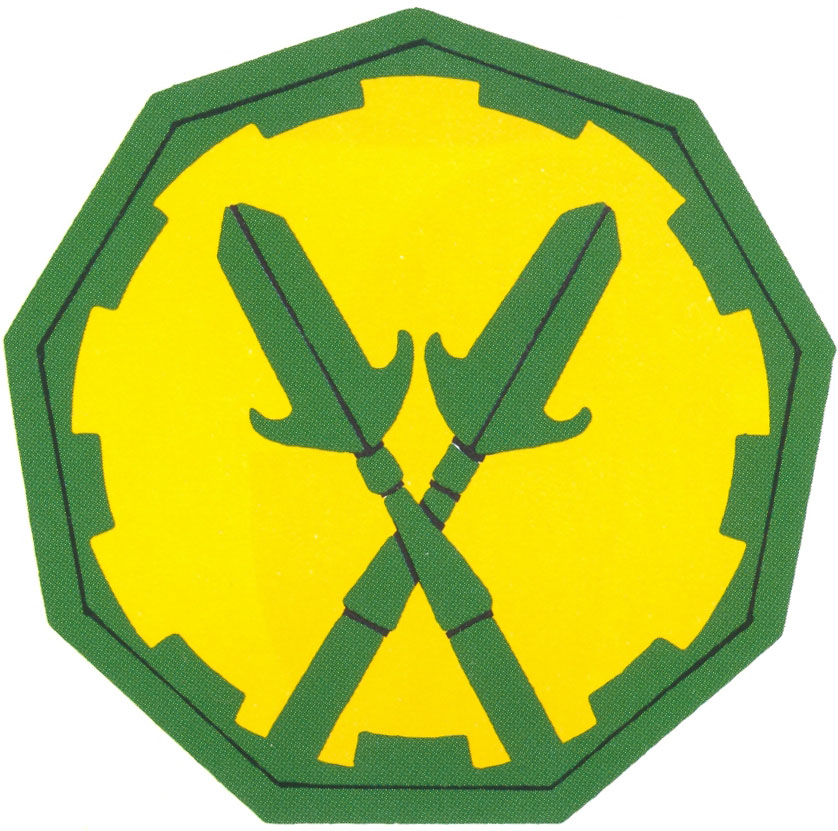
제290군사경찰여단 예비군
제3300군사경찰여단 예비군
제333군사경찰여단 예비군
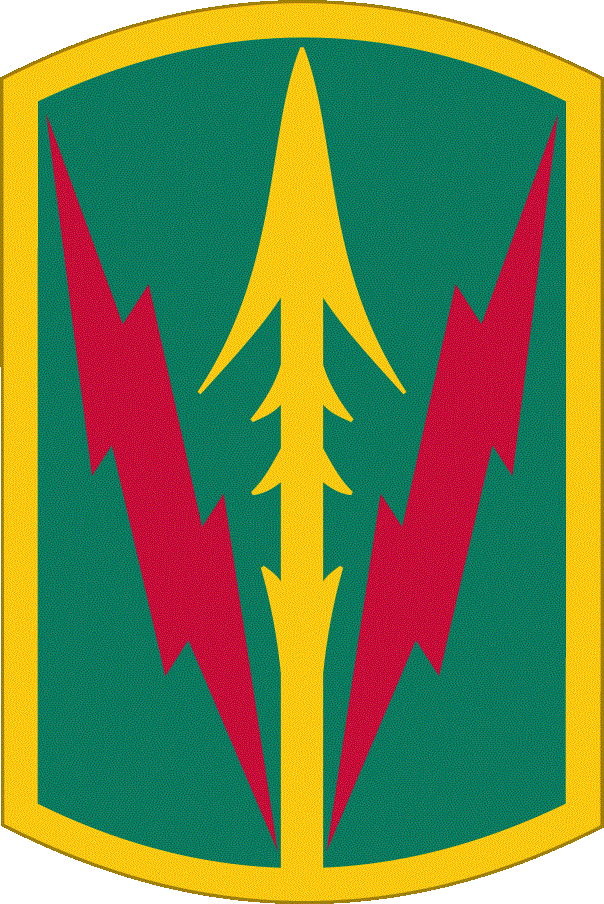
하와이 군사경찰여단 해체됨

## 단

미국 육군 군사경찰대의 단
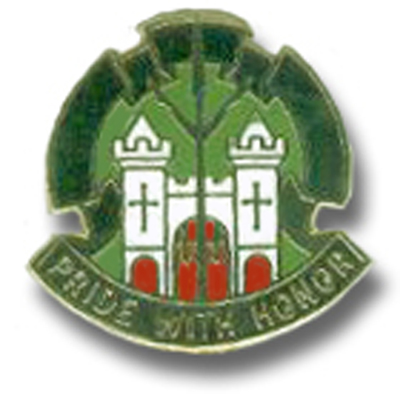
제2군사경찰단 (CID)
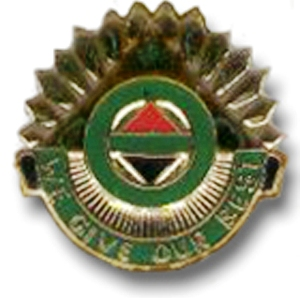
제14군사경찰단 (CID)
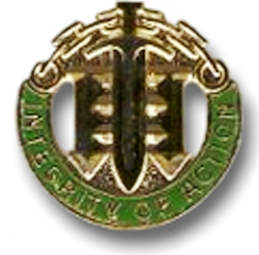
제42군사경찰단 (CID)

## 대대

미국 육군 군사경찰대의 대대
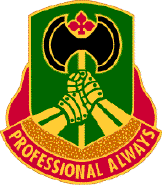
제5군사경찰대대 (CID)
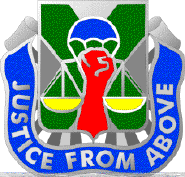
제10군사경찰대대 (CID)
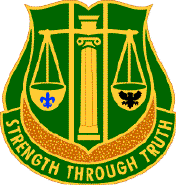
제11군사경찰대대 (CID)
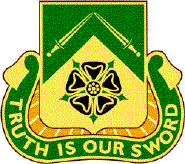
제19군사경찰대대 (CID)
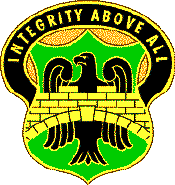
제22군사경찰대대 (CID)
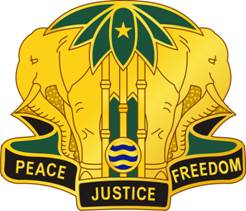
제40군사경찰대대
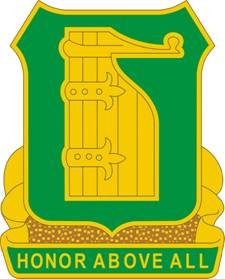
제91군사경찰대대
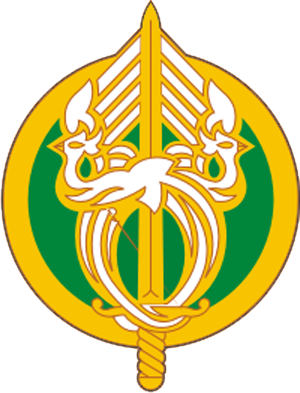
제92군사경찰대대
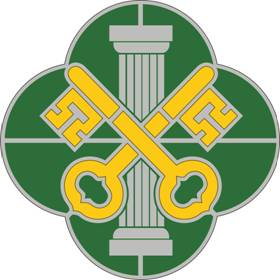
제93군사경찰대대
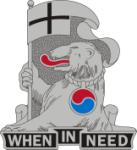
제94군사경찰대대
제95군사경찰대대
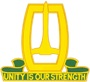
제96군사경찰대대
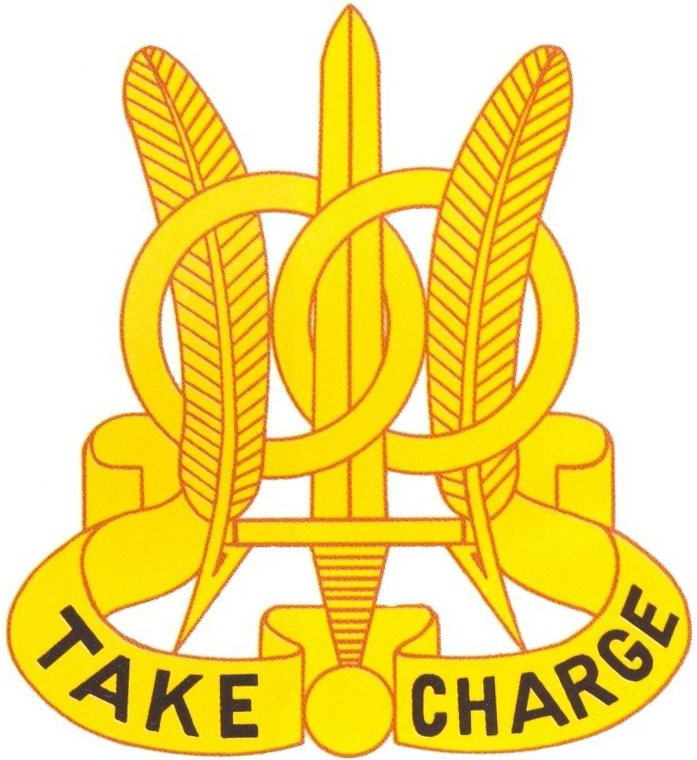
제97군사경찰대대
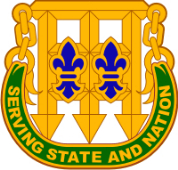
제102군사경찰대대
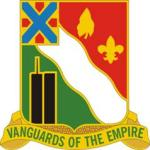
제104군사경찰대대
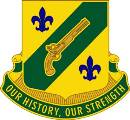
제117군사경찰대대
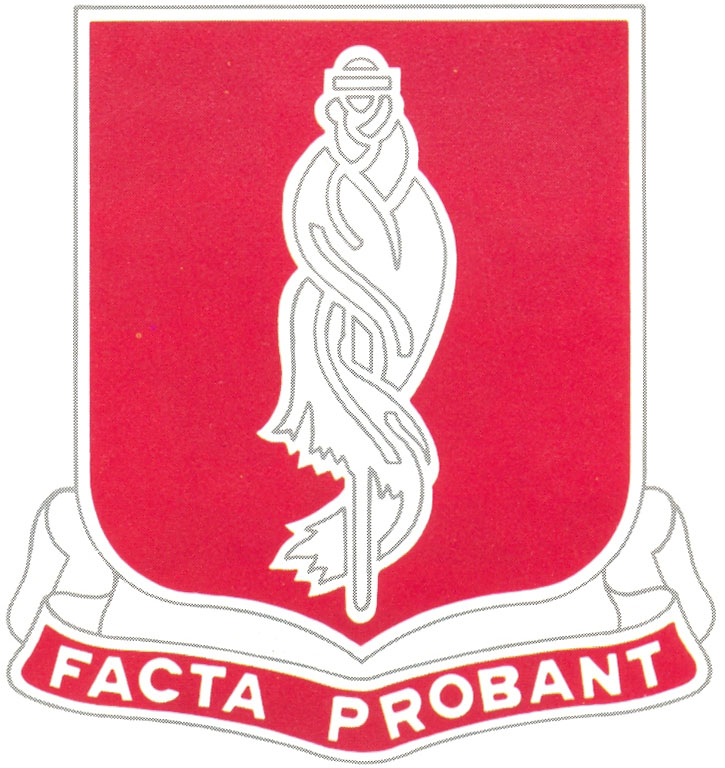
제118군사경찰대대
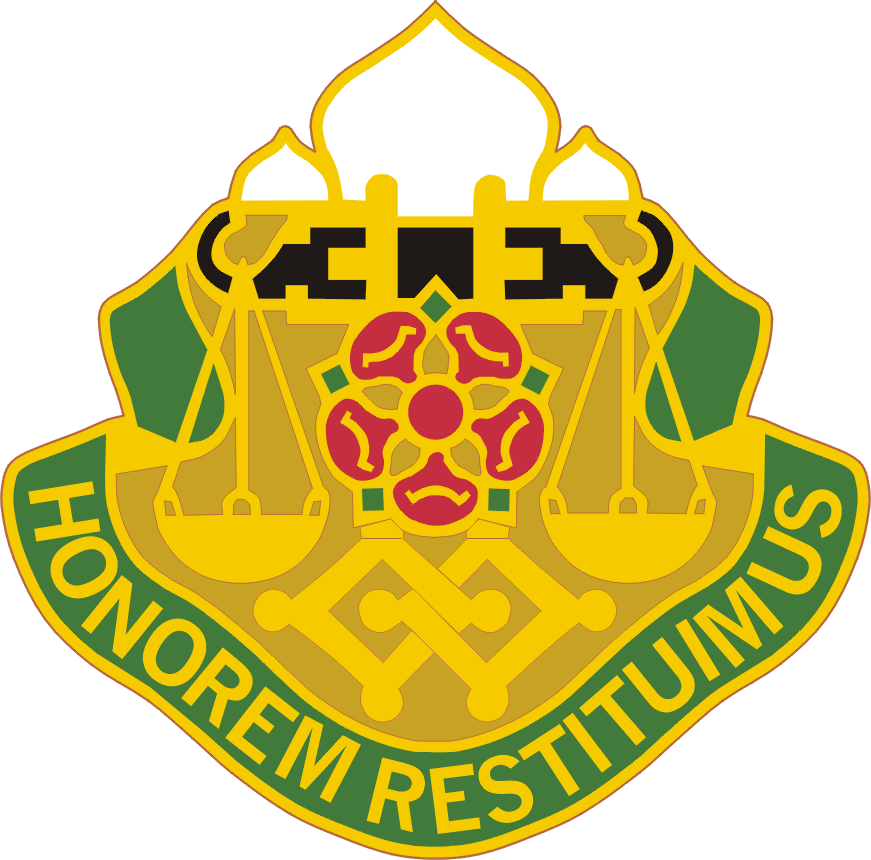
제160군사경찰대대
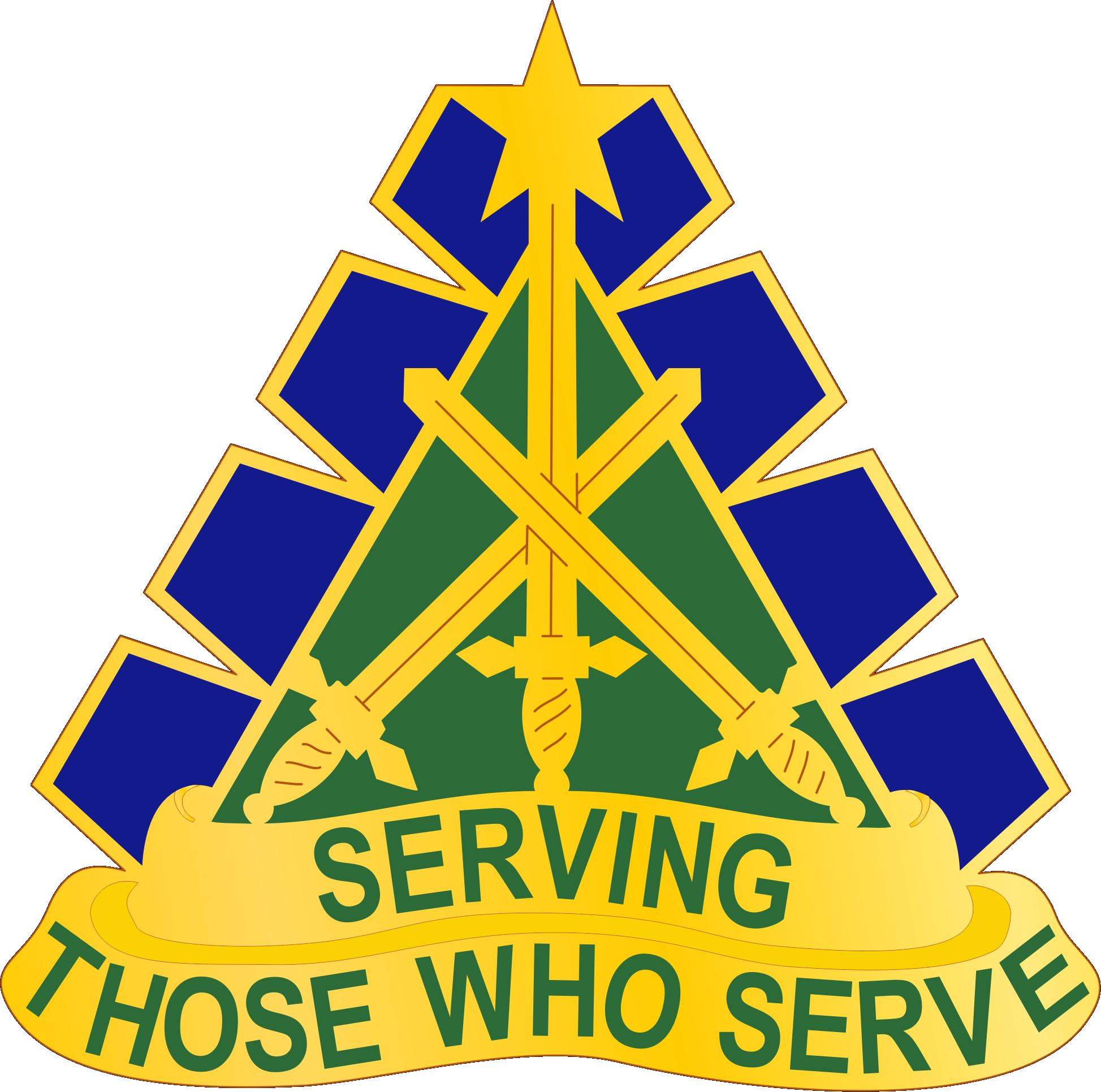
제168군사경찰대대
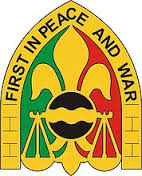
제170군사경찰대대
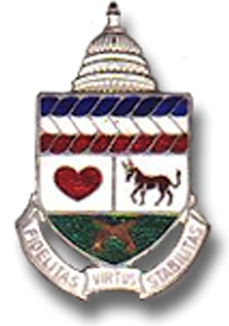
제175군사경찰대대
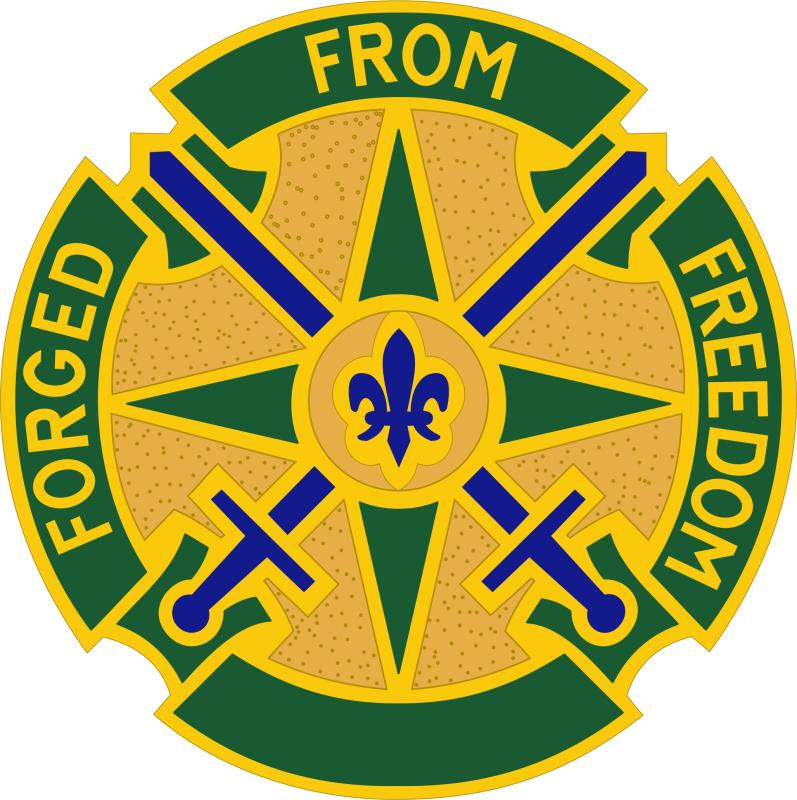
제185군사경찰대대
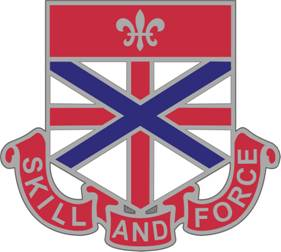
제192군사경찰대대
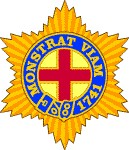
제211군사경찰대대
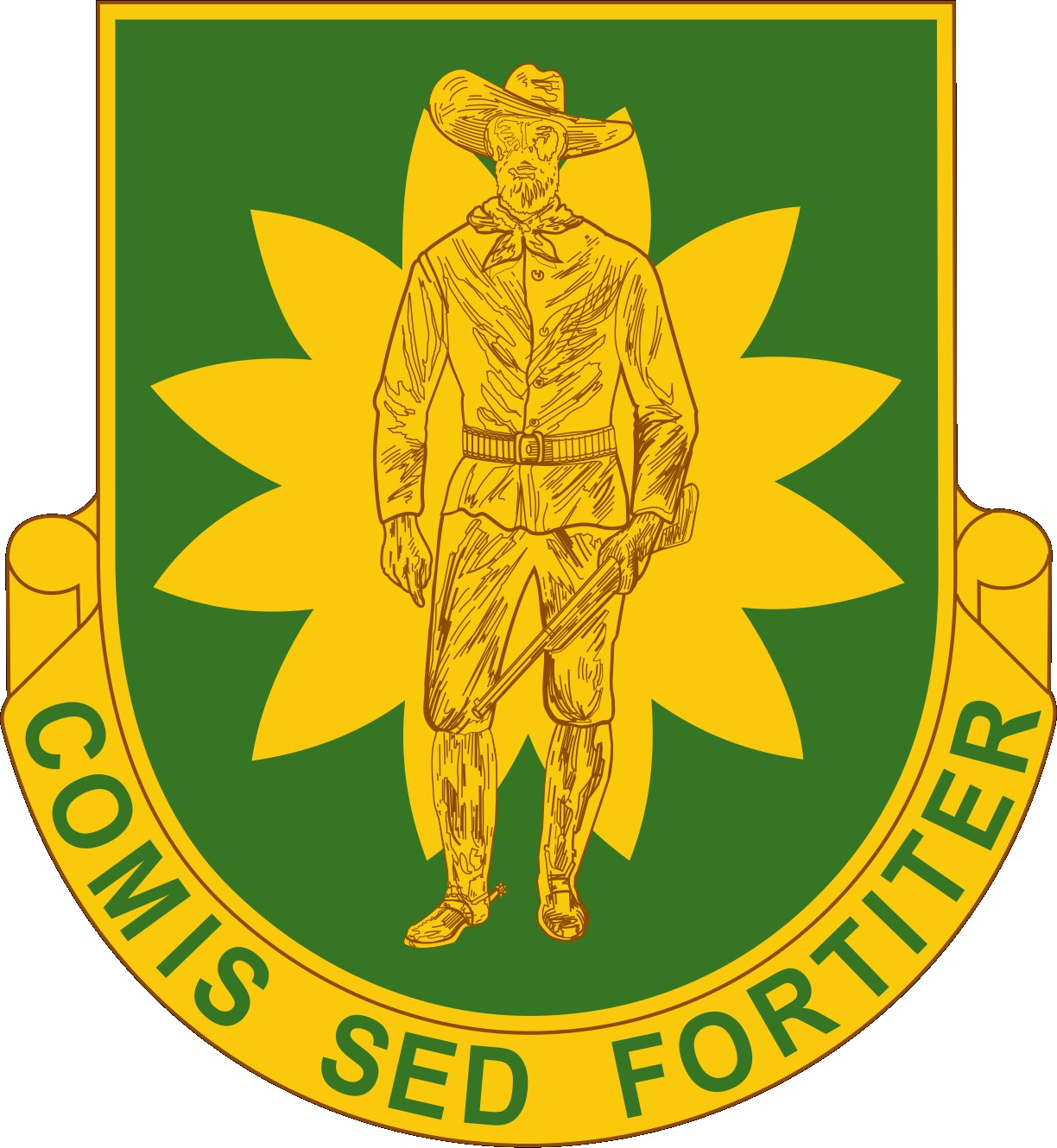
제304군사경찰대대
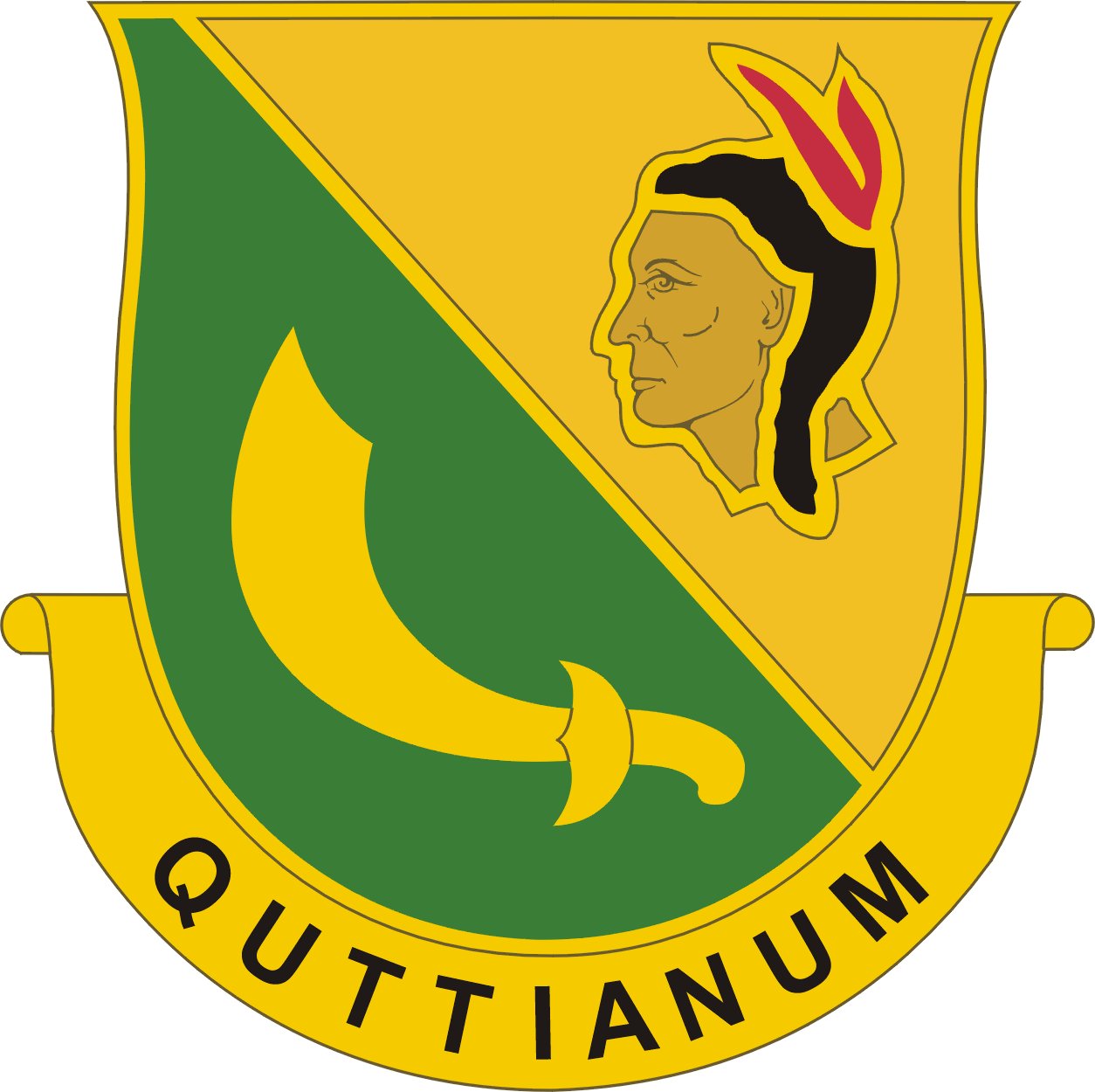
제306군사경찰대대
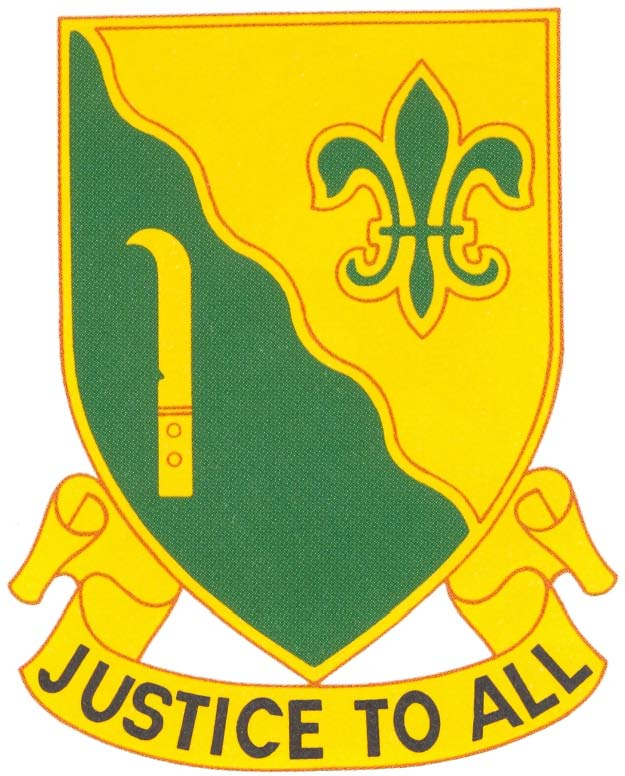
제310군사경찰대대
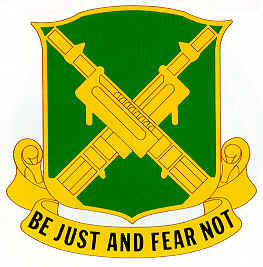
제317군사경찰대대
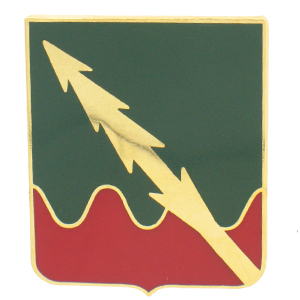
제320군사경찰대대
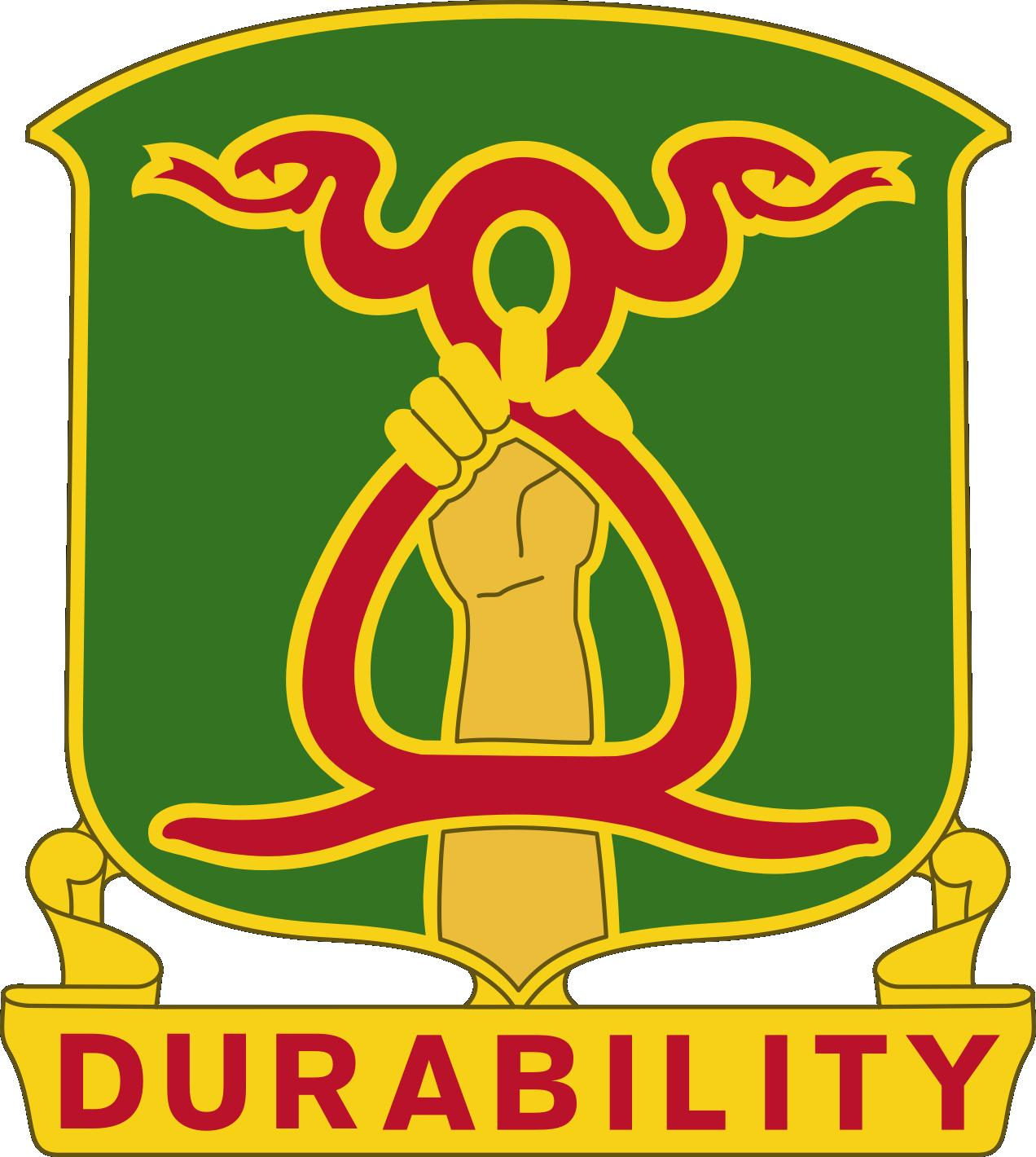
제324군사경찰대대
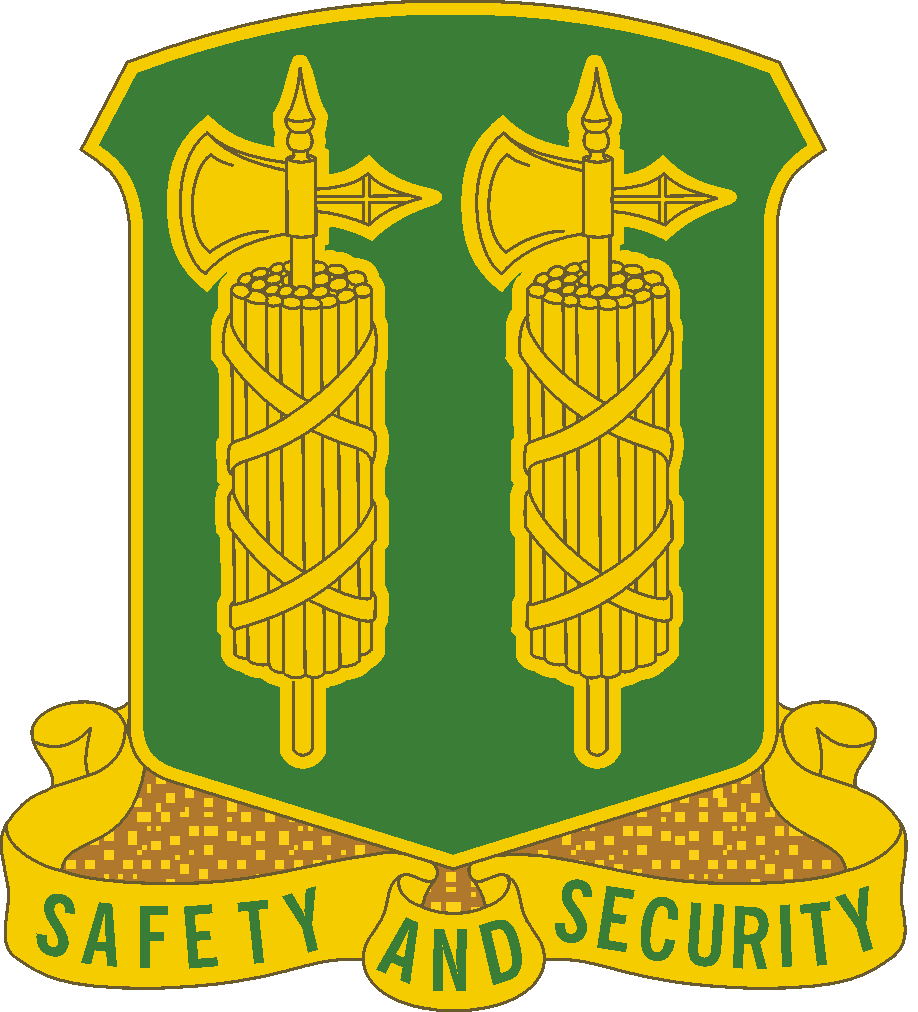
제327군사경찰대대
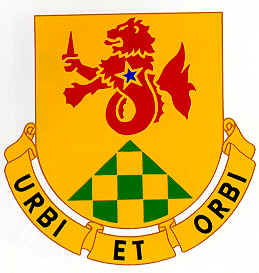
제336군사경찰대대
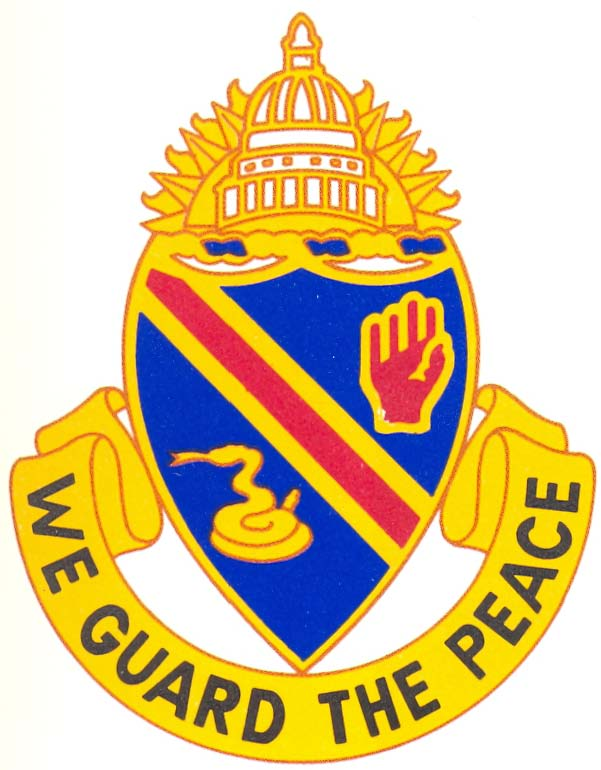
제372군사경찰대대
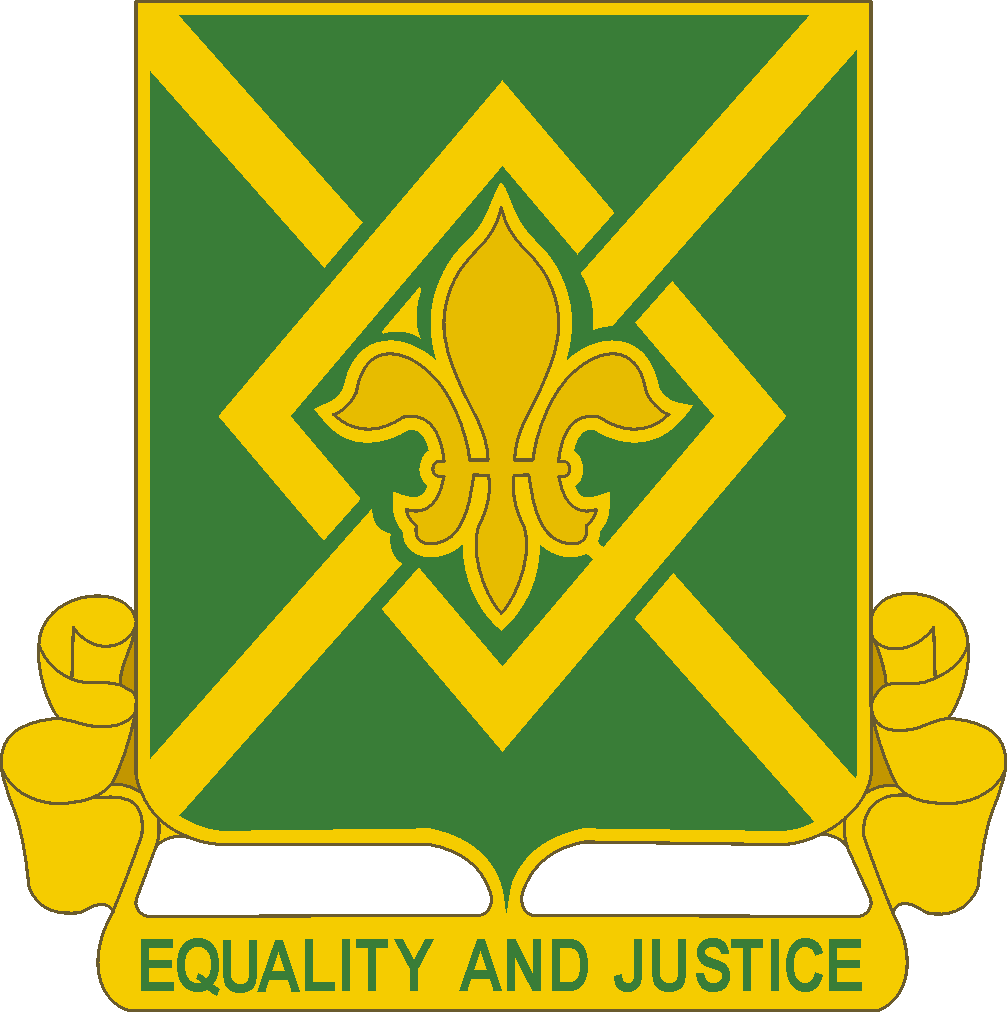
제384군사경찰대대
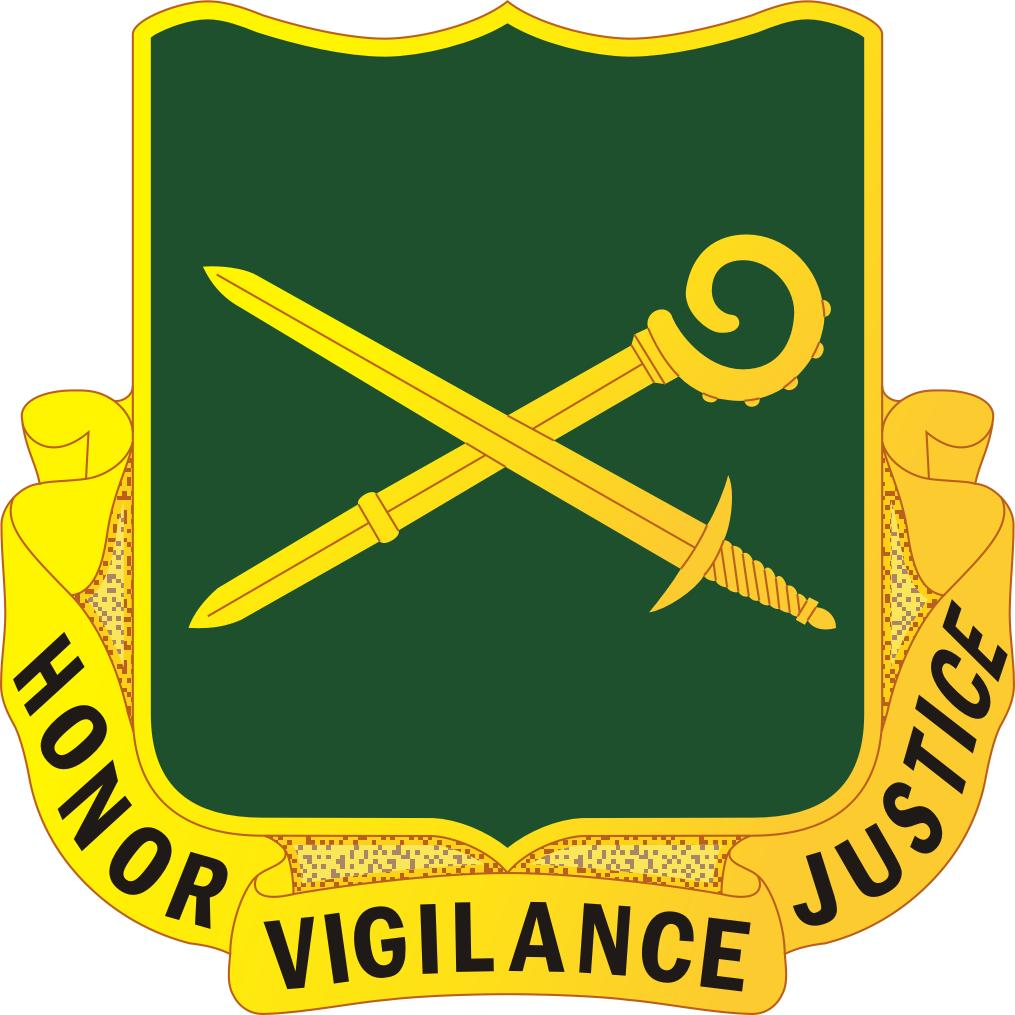
제385군사경찰대대
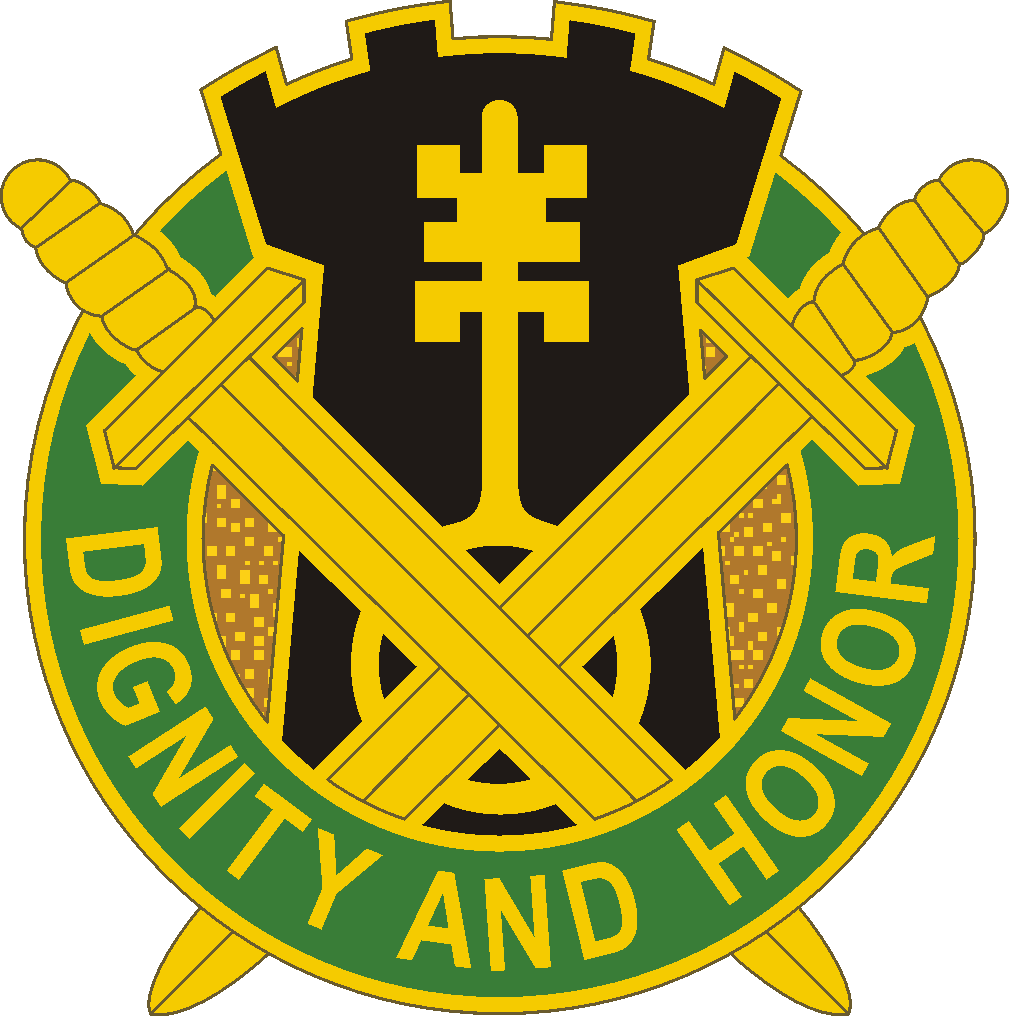
제391군사경찰대대
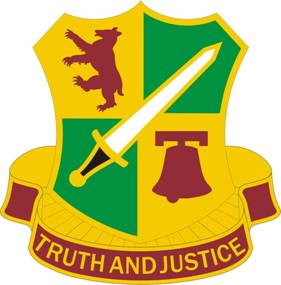
제393군사경찰대대
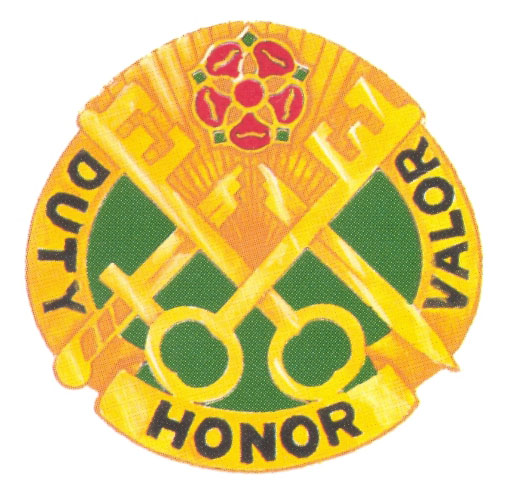
제400군사경찰대대
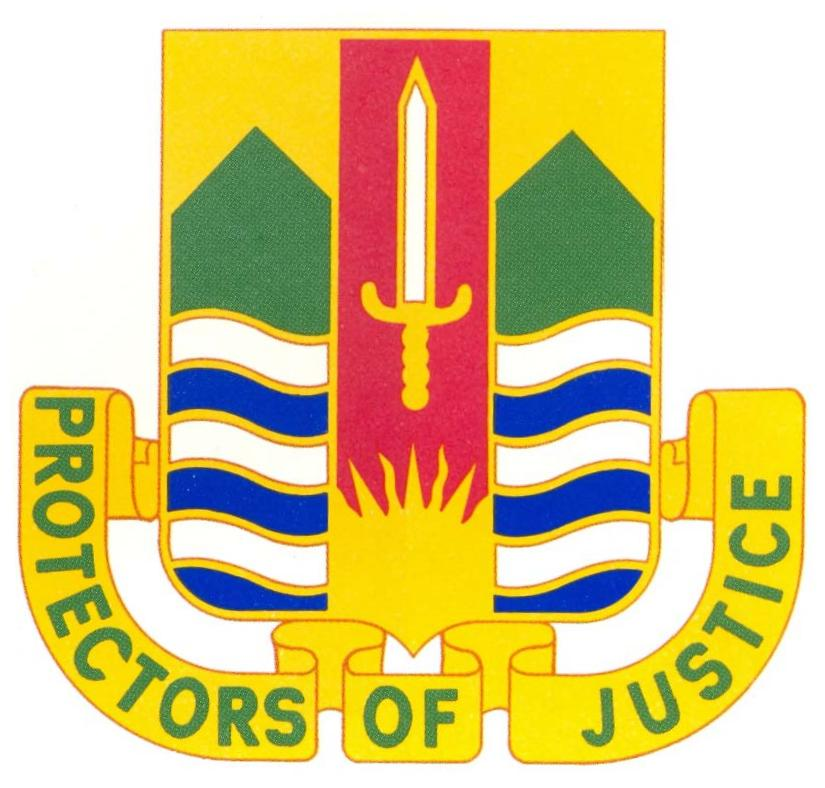
제437군사경찰대대
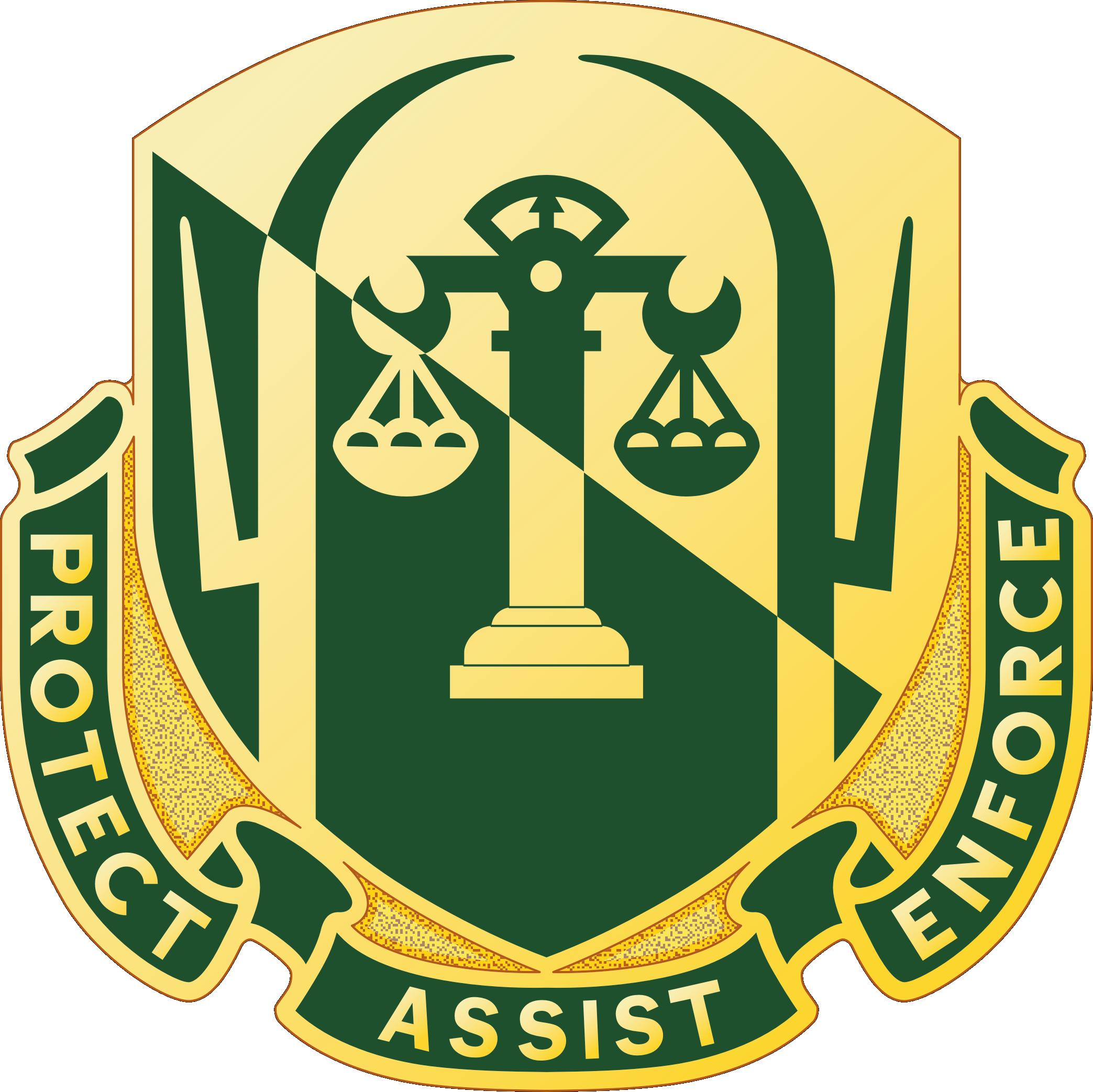
제503군사경찰대대
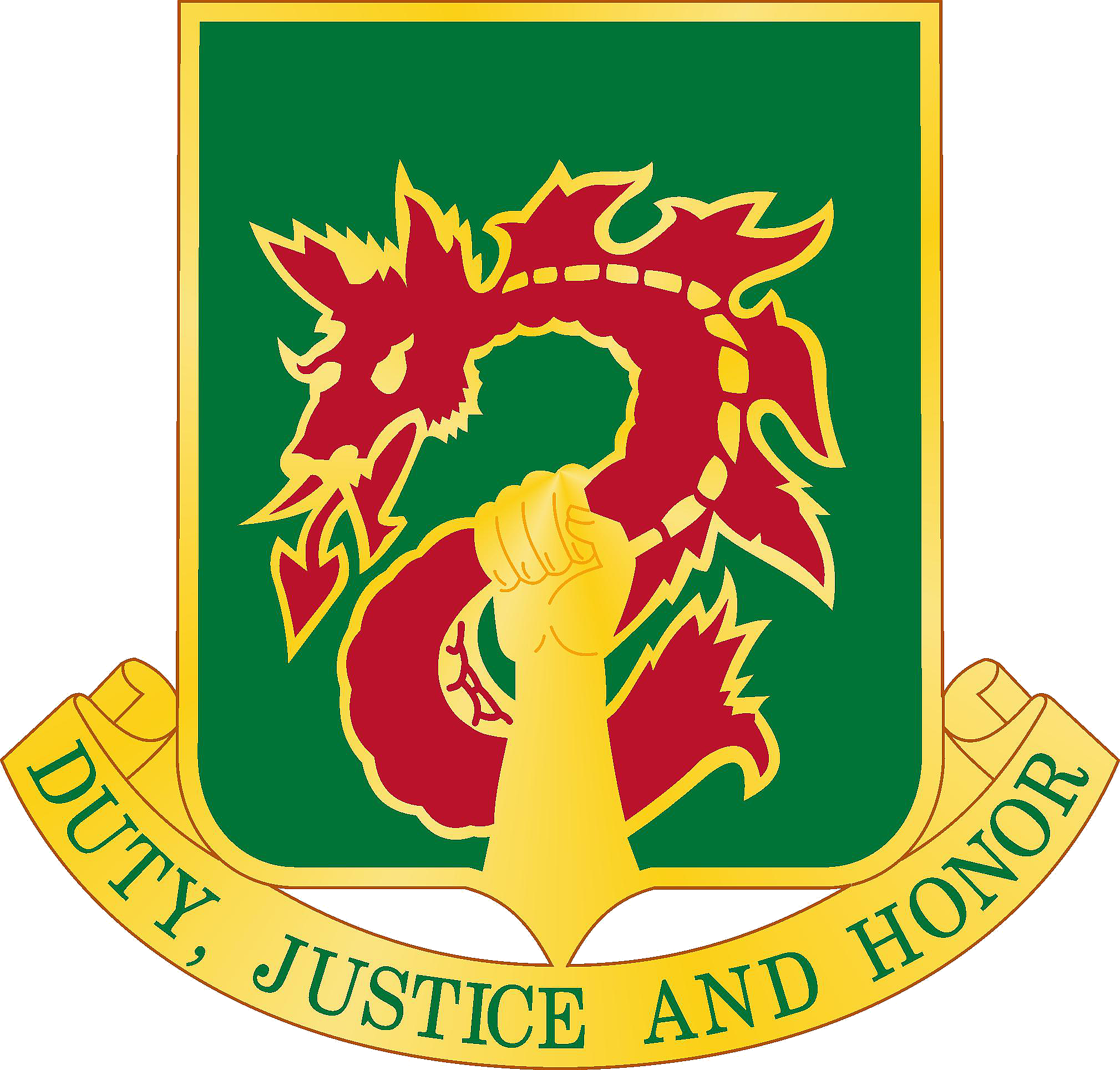
제504군사경찰대대
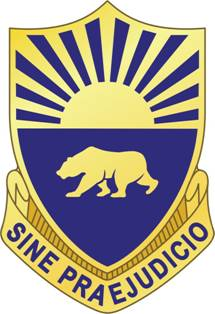
제508군사경찰대대
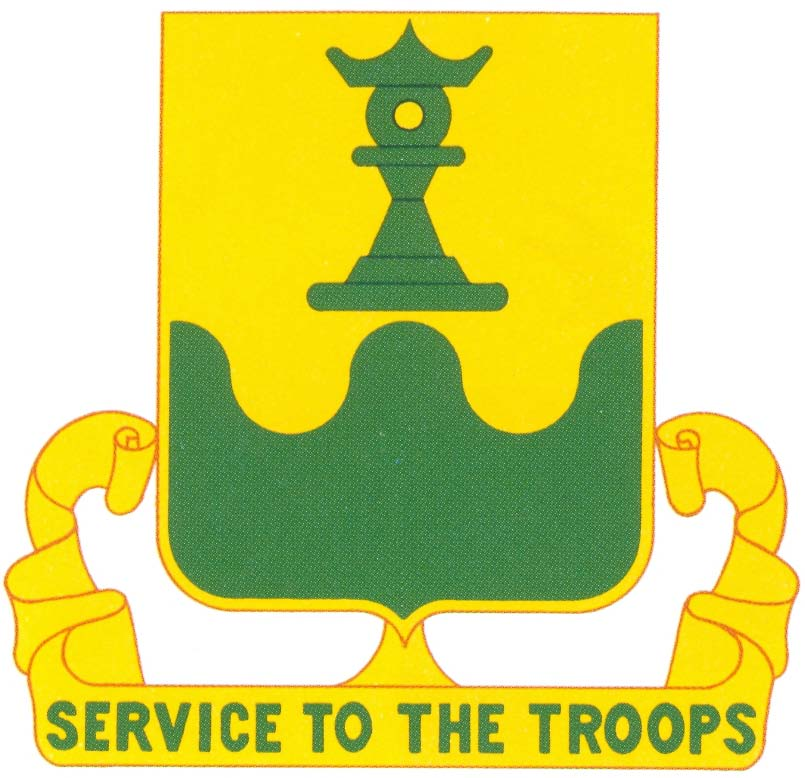
제519군사경찰대대
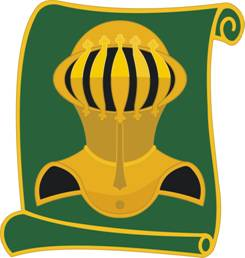
제525군사경찰대대
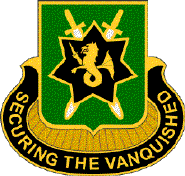
제530군사경찰대대
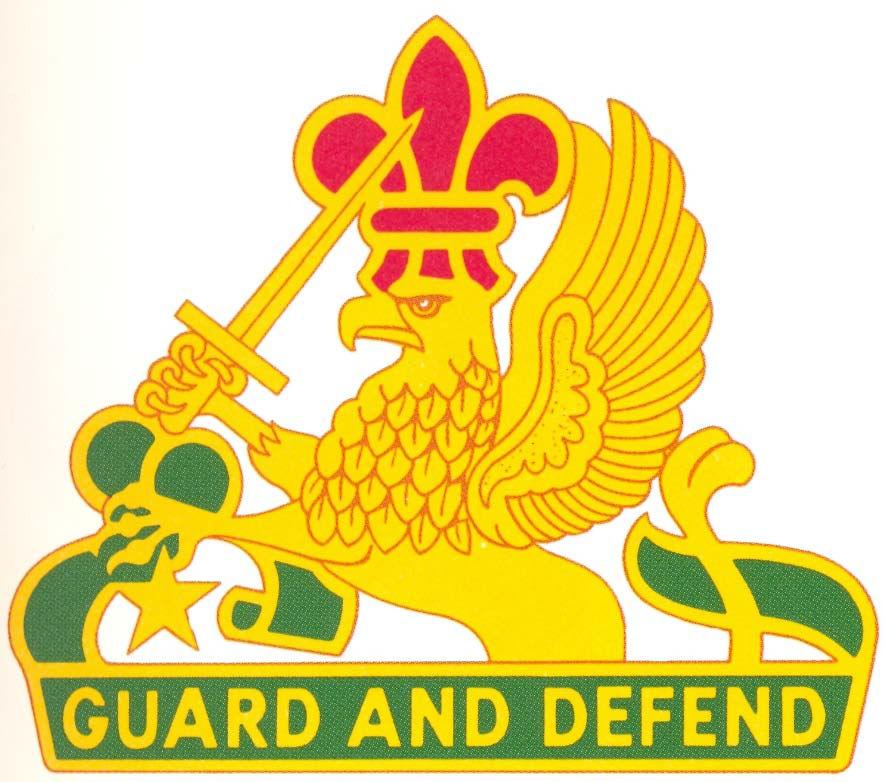
제535군사경찰대대
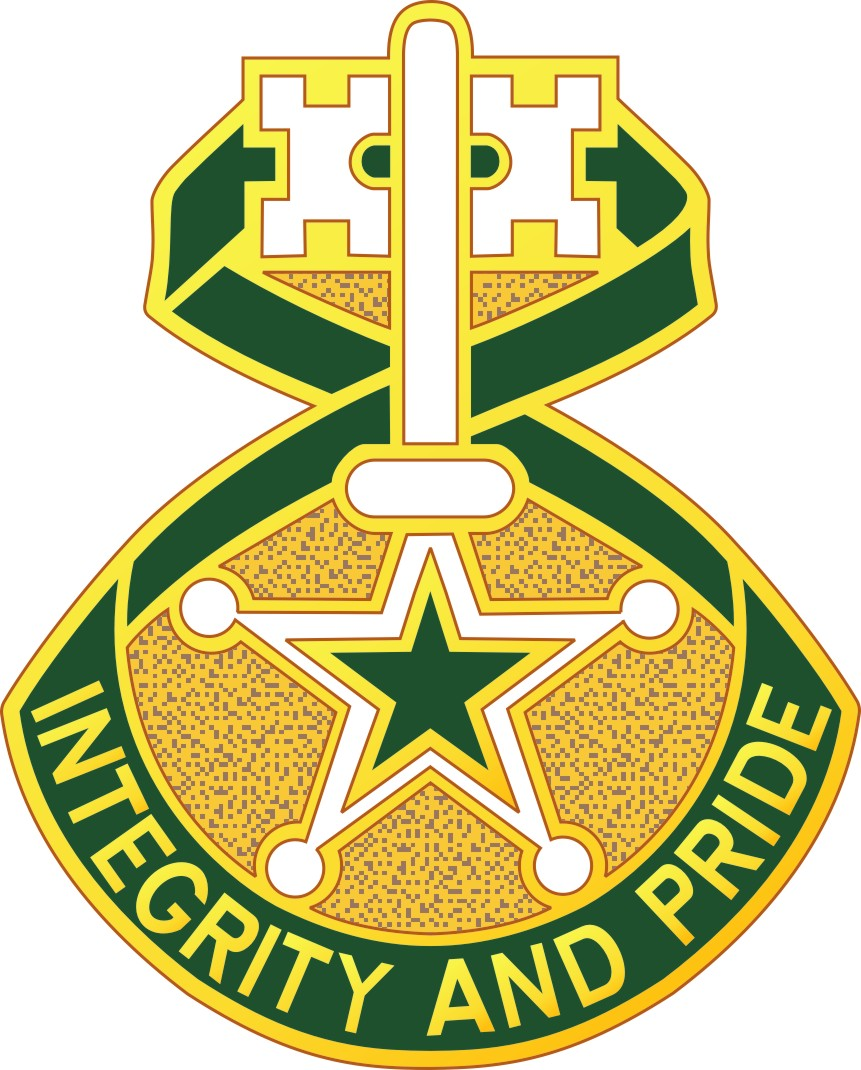
제607군사경찰대대
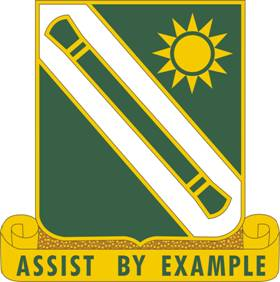
제701군사경찰대대
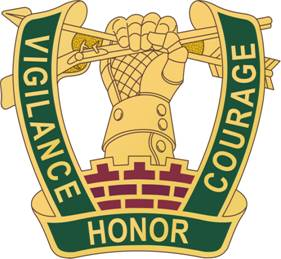
제705군사경찰대대
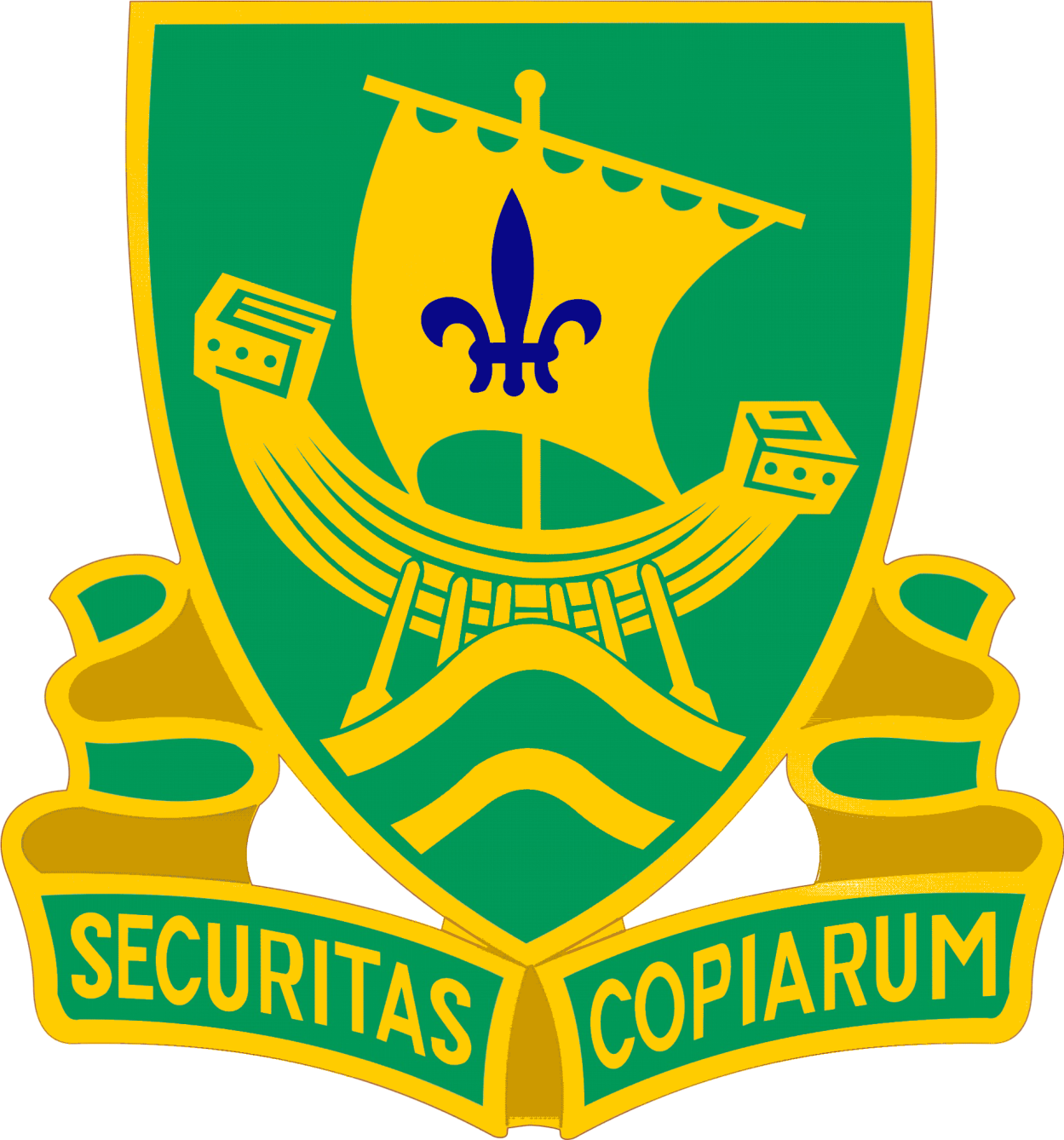
제709군사경찰대대
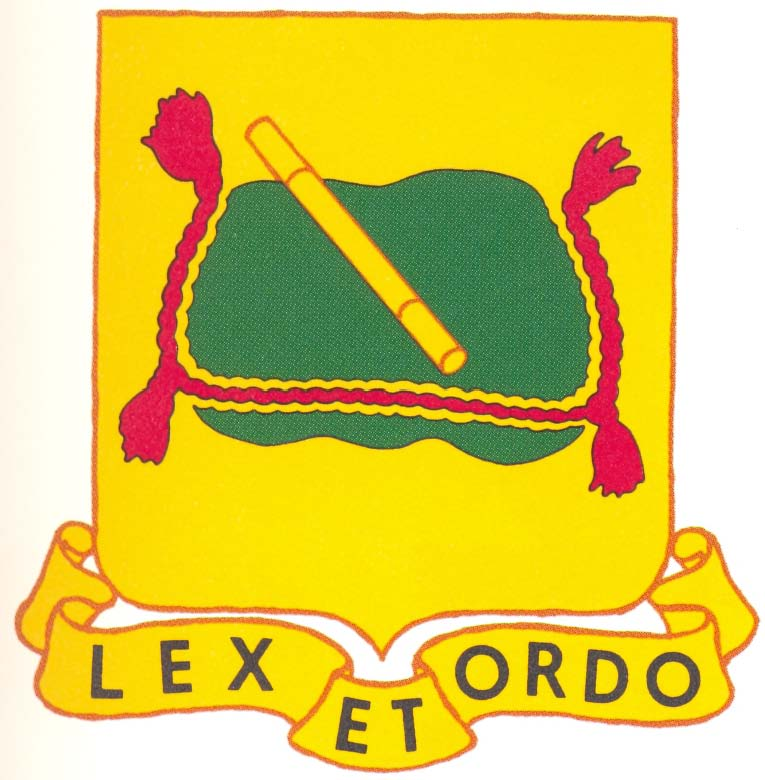
제716군사경찰대대
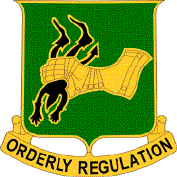
제720군사경찰대대
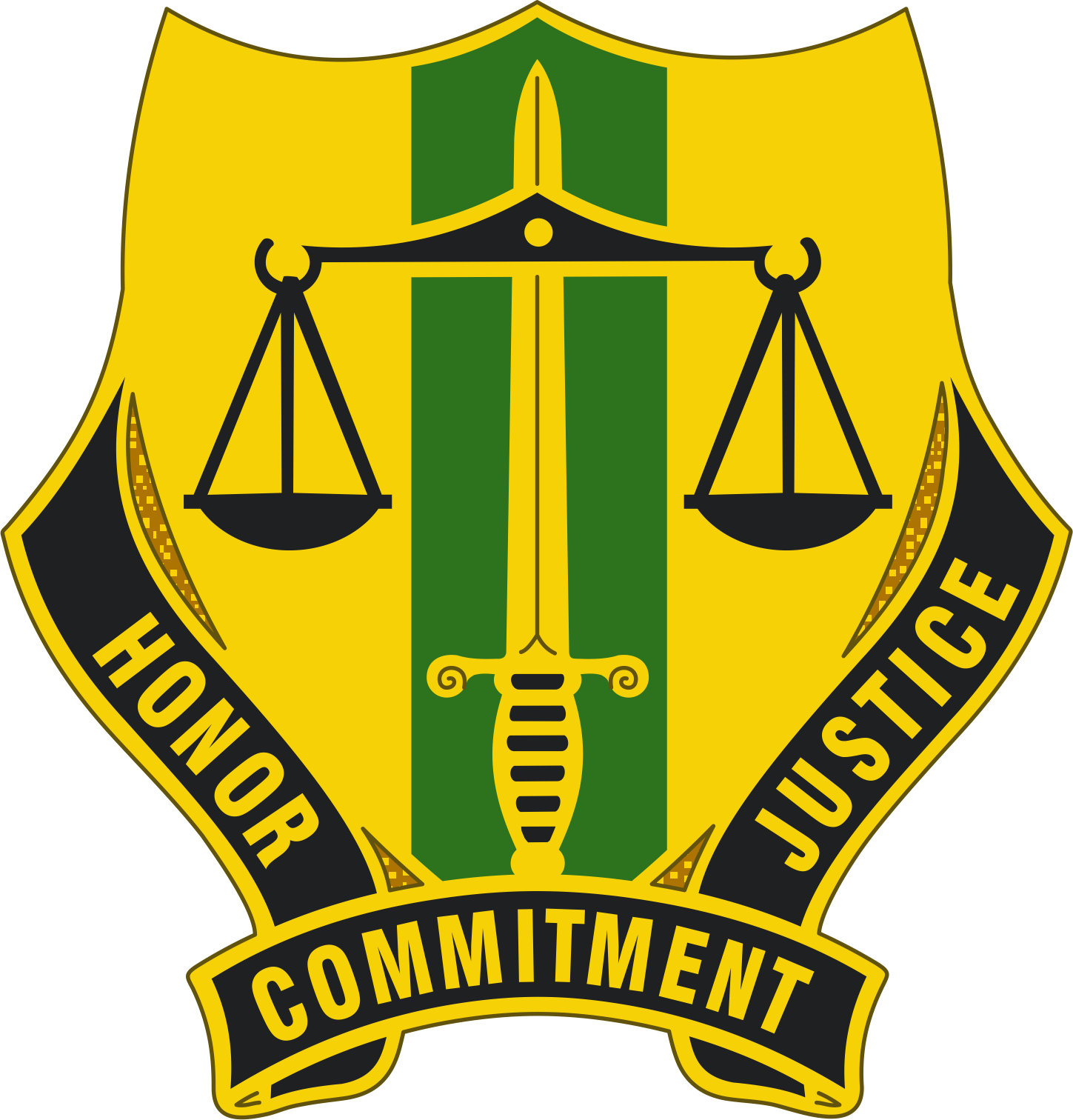
제724군사경찰대대
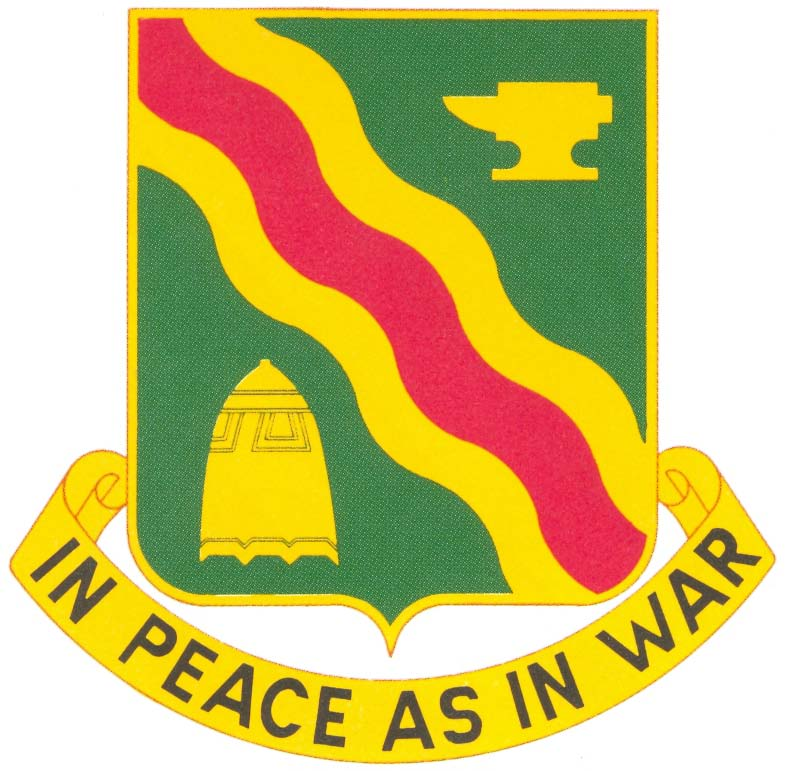
제728군사경찰대대
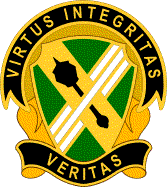
제733군사경찰대대
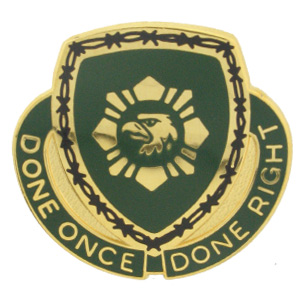
제744군사경찰대대
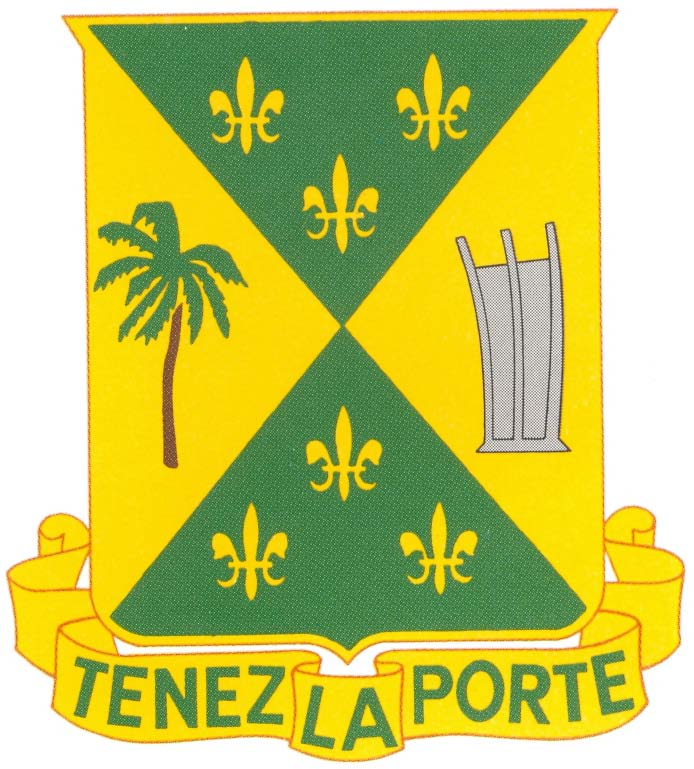
제759군사경찰대대
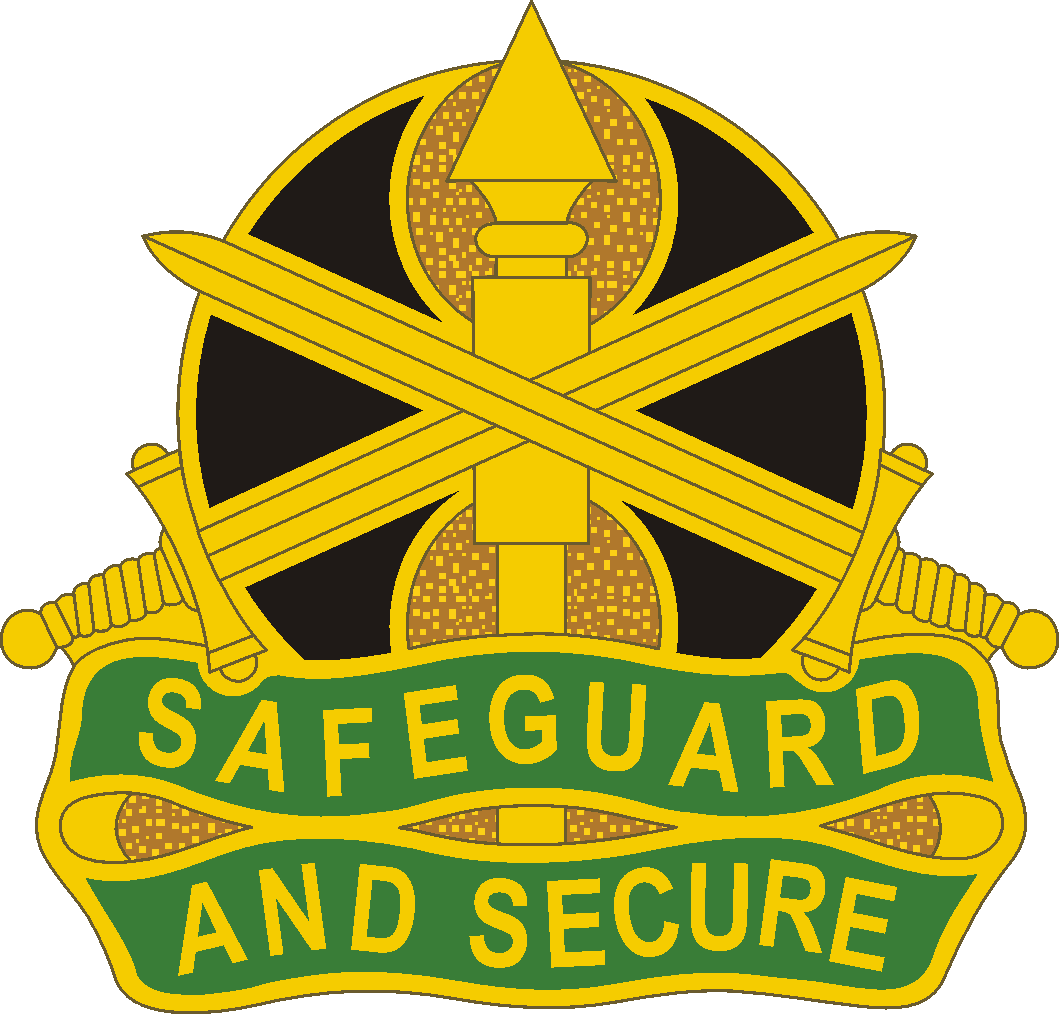
제785군사경찰대대
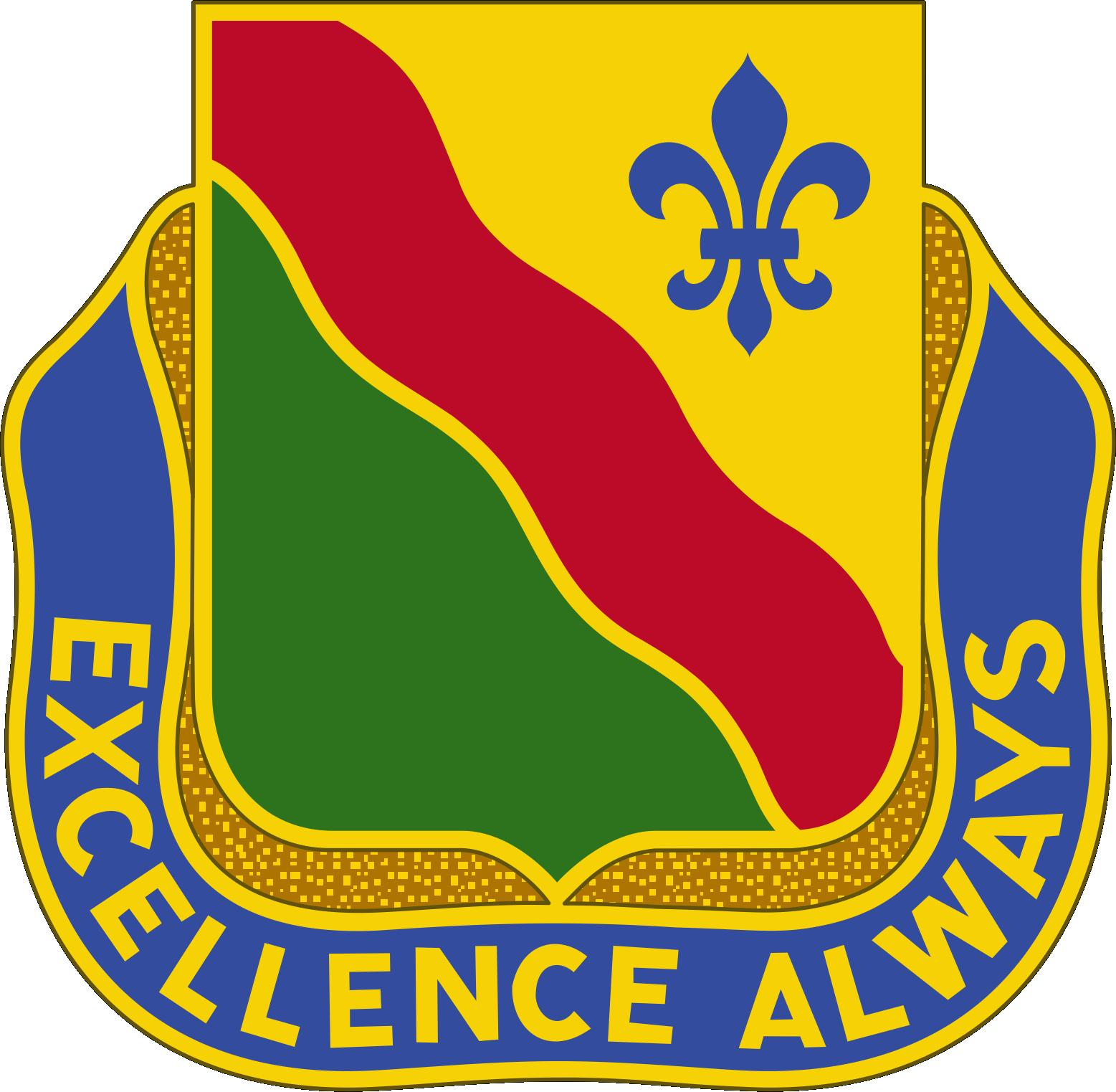
제787군사경찰대대
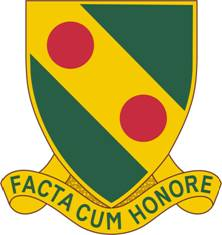
제793군사경찰대대
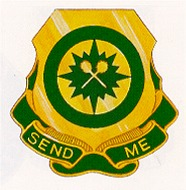
제795군사경찰대대
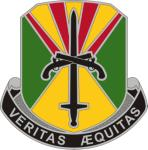
제850군사경찰대대